# Betitius Perpetuus Arzygius
Betitius Perpetuus Arzygius, né vers 285 et mort après 312/314, est un homme politique de l'Empire romain.

## Famille
Il est le fils d'un Betitius marié avec Aurelia, petite-fille de Marcus Aurelius Cominius Arzygius. Son père est l'arrière-petit-fils de Gaius Betitius Pius (fl. 223), patron de Canusium en 223, marié avec Seia Fuscinilla, fille d'un Seius et d'Herennia Orbiana, sœur de Lucius Seius Herennius Sallustius, et l'arrière-arrière-petit-fils de Gaius Betitius Maximillianus.
Sa fille Betitia s'est mariée avec Faltonius Probus, fils d'un Faltonius et de sa femme Maecia Proba, petite-fille paternelle de Faltonius Pinianus, petite-fille de Marcus Maecius Orfitus et de sa femme Furia, arrière-petite-fille de Marcus Maecius Probus et de sa femme Pupiena Sextia Paulina Cethegilla, fille de Marcus Pupienus Africanus et de sa femme Cornelia Marullina, et arrière-arrière-petite-fille de Marcus Pomponius Maecius Probus.

## Carrière
Il est corrector de Sicile à une date inconnue.